# Monkeys in Winter
Monkeys in Winter (en búlgaro, Маймуни през зимата, transliterado como: Maimuni prez zimata) es una película dramática búlgara de 2006 dirigida por Milena Andonova.
La película participó en varios festivales de cine y ganó una serie de premios, los más significativos son los siguientes:
- Festival Internacional de Cine de Karlovy Vary, 2006 - Mejor película en el programa de competición "East of West"
- Festival de Cine Búlgaro Golden Rose, Varna, Bulgaria, septiembre de 2006 - el Gran Premio del cine búlgaro y otras recompensas (para las 3 actrices en los papeles principales)
- National Film Center, Sofia - Mejor largometraje de 2006

Fue la presentación de Bulgaria en la 79.ª edición de los Premios de la Academia para el Premio a la Mejor Película Internacional, pero no fue nominada.